# Mario & Sonic at the Olympic Winter Games
Mario & Sonic at the Olympic Winter Games (яп. マリオ&ソニック AT バンクーバーオリンピック Марио андо Соникку атто Банку:ба: Оримпикку, «Марио и Соник на Ванкуверской Олимпиаде») — спортивная видеоигра, вышедшая на Wii и Nintendo DS. Разработанная подразделением Sega Sega Sports Japan и выпущена Nintendo в Японии и Sega для Северной Америки и Европы. Игра официально лицензирована Международным олимпийским комитетом (МОК), и является первой официальной компьютерной игрой, посвящённой зимним Олимпийским играм 2010 года в Ванкувере.

## Геймплей

Хоккей с шайбой.

Mario & Sonic at the Olympic Winter Games сохраняет геймплей игры своего предшественника, управлять персонажем также нужно с помощью Wii Remote и Wii Nunchuk для Wii и стилусом для DS. В отличие от Mario & Sonic at the Olympic Games, некоторые этапы игры на Wii нужно использовать Balance Board, но это не является обязательным требованием.
Появилось несколько новых персонажей. Можно играть через Nintendo Channel, и игрок может использовать Mii как игрового персонажа. Есть режим «Фестиваль» в версии Wii, которая позволяет игрокам пройти игру от открытия Олимпийских игр, до их закрытия. Имеется многопользовательский, надо лишь подключить несколько Wii Remote для Wii, и игра по сети для версии DS. Игра на DS имеет режим «Adventure Tours», где игроки могут поиграть в квесты или вызвать боссов и остановить Доктора Эггмана или Боузера.

### Персонажи
```

```

| Вселенная Соника - Ёж Соник - Майлз «Тейлз» Прауэр - Ехидна Наклз - Эми Роуз - Ёж Шэдоу - Метал Соник - Крокодил Вектор - Доктор Эггман - Кошка Блейз - Ёж Сильвер Противники - Ястреб Джет - E-123 Омега - Эггман Нега - Летучая мышь Руж | Вселенная Марио - Марио - Луиджи - Принцесса Пич - Йоши - Принцесса Дэйзи - Варио - Валуиджи - Боузер - Боузер младший - Донки Конг Противники - Большой Билл-пуля - Король Бу - Боузер-скелет - Купа-скелет |

## Сюжет
Версия игры для Nintendo DS имеет сюжетный режим под названием «Adventure Tours» (рус. Приключенческий тур). Его события вращаются вокруг Боузера и Доктора Эггмана, желающих сорвать зимние Олимпийские игры 2010 года и вместо них провести свои собственные. Для этого они заставляют растаять весь снег в округе, путём похищения снежных духов: Спарки, Полы, Кьюби, Айси и Близзы. Одному из них, Фрости, удаётся сбежать от злодеев и вернуть снег в городок Фростаун. Однако для возвращения снега в другие районы необходима помощь его друзей, поэтому Фрости просит Марио и Соника освободить своих собратьев из плена и остановить злодеев.

## Sonic at the Olympic Winter Games
Sonic at the Olympic Winter Games (яп. ソニック at バンクーバーオリンピック Соникку атто Банку:ба: Оримпикку, «Соник на Ванкуверской Олимпиаде») — версия игры для iOS, созданная Venan Entertainment и выпущенная Sega. Она была выпущена 30 января 2010 года, но потом была неожиданно удалена из App Store без комментариев от Sega или Apple. Игра официально лицензирована МОК по эксклюзивной лицензии International Sports Multimedia; действие происходит на зимних Олимпийских играх 2010.
Выпуск Sonic at the Olympic Winter Games последовал за выпуском Mario & Sonic at the Olympic Winter Games с аналогичным геймплеем и настройками, но с отсутствием персонажей Nintendo. Кроме этого, игра также имеет меньше испытаний, меньше персонажей и меньше режимов.

## Оценки и мнения
| Сводный рейтинг       | Сводный рейтинг   | Сводный рейтинг |
| Издание               | Оценка            | Оценка          |
| Издание               | DS                | Wii             |
| --------------------- | ----------------- | --------------- |
| GameRankings          | 75,90 %           | 71,51 %         |
| Game Ratio            | 77 %              | 69 %            |
| Metacritic            | 76/100            | 72/100          |
| MobyRank              | 77/100            | N/A             |
| Иноязычные издания    |                   |                 |
| Издание               | Оценка            | Оценка          |
| Издание               | DS                | Wii             |
| 1UP.com               | N/A               | B-              |
| AllGame               | [ 12 ]            | [ 13 ]          |
| CVG                   | N/A               | 7,5/10          |
| Eurogamer             | N/A               | 8/10            |
| G4                    | N/A               | 3/5             |
| Game Informer         | N/A               | 5,5/10          |
| GamePro               | [ 18 ]            | [ 19 ]          |
| GameSpot              | 6,0/10            | 6,0/10          |
| GamesRadar+           | 7/10              | 8/10            |
| GameTrailers          | 5,2/10            | 5,2/10          |
| IGN                   | 7,5/10 5/10 (iOS) | 6,5/10          |
| Nintendo Power        | 8/10              | 7/10            |
| Nintendo World Report | N/A               | 9/10            |
| ONM                   | 91 %              | 90 %            |

Версия игры на Wii получила положительную реакцию критиков. Версия для DS также получила высокие оценки, при этом они были выше, чем у версии для Wii. Game Rankings поставил игре 71,51 % версии для Wii и 75,90 % для DS. IGN поставил игре для версии Wii 6,5 баллов. X-Play отметил, что версия игры для Wii игры заключается в простоте событий и слишком лёгком управление. Результат — 3 из 5 баллов. GameSpot критиковал игру за неинтересные миссии в версии DS. Nintendo Power был разочарован тем, что игроки используют Wi-Fi во всем мире только для рейтинга и из-за отсутствия онлайн-игры в версии для Wii. GameTrailers также дал игре на Wii 5,2 баллов, критикуя ошибки в управлении. GamePro согласился, заявив, что «то, что в оригинале было новым и очаровательным, в продолжении стало немного устаревшим».
Sonic at the Olympic Winter Games, версия игры на iOS, получила умеренные отзывы. Так, IGN дал ей 5 баллов из 10 возможных, а Pocket Gamer — 6 баллов.